# Dragan Kanatłarowski
Dragan Kanatłarowski (mac. Драган Канатларовски, ur. 8 listopada 1960 w Belgradzie) – macedoński piłkarz grający na pozycji pomocnika, trener.

## Kariera klubowa
Karierę piłkarską Kanatłarowski rozpoczął w klubie FK Pelister. W 1982 roku awansował do kadry pierwszego zespołu i w sezonie 1982/1983 zadebiutował w jego barwach w pierwszej lidze jugosłowiańskiej. W Pelisterze grał do 1985 roku i wtedy też przeszedł do Vardara Skopje. W klubie tym występował przez 4 sezony, do 1989 roku.
W sezonie 1989/1990 Macedończyk był piłkarzem Crvenej zvezdy Belgrad. Wywalczył z nią zarówno mistrzostwo kraju, jak i Puchar Jugosławii. W Crvenej Zveździe grał przez rok.
W 1990 roku Kanatłarowski przeszedł do hiszpańskiego drugoligowca, Deportivo La Coruña. Grał w nim w podstawowym składzie, a w 1991 roku awansował do Primera División. W pierwszej lidze Hiszpanii grał rok.
W sezonie 1992/1993 Kanatłarowski był bez przynależności klubowej, a w sezonie 1993/1994 grał w tureckim zespole Karşıyaka SK. Karierę zakończył po sezonie 1994/1995 jako zawodnik Pobedy Prilep.
W swojej karierze rozegrał 9 meczów w reprezentacji Macedonii i strzelił w niej 2 gole. Zagrał też 1 raz w reprezentacji Jugosławii.
| Sezon   | Klub                | Kraj               | Rozgrywki        | Mecze | Bramki |
| ------- | ------------------- | ------------------ | ---------------- | ----- | ------ |
| 1982/83 | FK Pelister         | Jugosławia         | Prva liga        | 29    | 1      |
| 1983/84 | FK Pelister         | Jugosławia         | Prva liga        | 30    | 3      |
| 1984/85 | FK Pelister         | Jugosławia         | Prva liga        | 29    | 6      |
| 1985/86 | Vardar Skopje       | Jugosławia         | Prva liga        | 24    | 1      |
| 1986/87 | Vardar Skopje       | Jugosławia         | Prva liga        | 28    | 5      |
| 1987/88 | Vardar Skopje       | Jugosławia         | Prva liga        | 17    | 3      |
| 1988/89 | Vardar Skopje       | Jugosławia         | Prva liga        | 19    | 2      |
| 1989/90 | FK Crvena zvezda    | Jugosławia         | Prva liga        | 29    | 1      |
| 1990/91 | Deportivo La Coruña | Hiszpania          | Segunda División | 27    | 1      |
| 1991/92 | Deportivo La Coruña | Hiszpania          | Primera División | 29    | 0      |
| 1993/94 | Karşıyaka SK        | Turcja             | Süper Lig        | 12    | 0      |
| 1994/95 | Pobeda Prilep       | Macedonia Północna | Prwa Liga        | ?     | ?      |

## Kariera reprezentacyjna
W reprezentacji Jugosławii Kanatlarowski zadebiutował 28 marca 1990 w zremisowanym 0:0 towarzyskim meczu z Polską. Był to zarazem jego jedyny mecz w reprezentacji Jugosławii.
Po rozpadzie Jugosławii Kanatlarowski zaczął grać w reprezentacji Macedonii. Zadebiutował w niej 13 października 1993 roku w wygranym 4:1 towarzyskim meczu ze Słowenią i w debiucie zdobył gola. W barwach Macedonii grał w eliminacjach do Euro 96. W kadrze Macedonii od 1993 do 1995 roku rozegrał łącznie 9 meczów i strzelił 2 gole.
| Mecze i gole w reprezentacji | Mecze i gole w reprezentacji | Mecze i gole w reprezentacji | Mecze i gole w reprezentacji | Mecze i gole w reprezentacji | Mecze i gole w reprezentacji | Mecze i gole w reprezentacji |
| #                            | Data                         | Stadion                      | Rywal                        | Wynik                        | Gol                          | Rozgrywki                    |
| Jugosławia                   | Jugosławia                   | Jugosławia                   | Jugosławia                   | Jugosławia                   | Jugosławia                   | Jugosławia                   |
| 1990                         | 1990                         | 1990                         | 1990                         | 1990                         | 1990                         | 1990                         |
| ---------------------------- | ---------------------------- | ---------------------------- | ---------------------------- | ---------------------------- | ---------------------------- | ---------------------------- |
| 1.                           | 28.03.1990                   | Łódź, Polska                 | Polska                       | 0:0                          | 0                            | towarzyski                   |
| Macedonia                    |                              |                              |                              |                              |                              |                              |
| 1993                         |                              |                              |                              |                              |                              |                              |
| 1.                           | 13.10.1993                   | Kranj, Słowenia              | Słowenia                     | 4:1                          | 1                            | towarzyski                   |
| 1994                         |                              |                              |                              |                              |                              |                              |
| 2.                           | 23.03.1994                   | Skopje, Macedonia            | Słowenia                     | 2:0                          | 0                            | towarzyski                   |
| 3.                           | 14.05.1994                   | Tetowo, Macedonia            | Albania                      | 5:1                          | 0                            | towarzyski                   |
| 4.                           | 01.06.1994                   | Skopje, Macedonia            | Estonia                      | 2:0                          | 1                            | towarzyski                   |
| 5.                           | 31.08.1994                   | Skopje, Macedonia            | Turcja                       | 0:2                          | 0                            | towarzyski                   |
| 6.                           | 07.09.1994                   | Skopje, Macedonia            | Dania                        | 1:1                          | 0                            | el. ME 1996                  |
| 7.                           | 16.11.1994                   | Bruksela, Belgia             | Belgia                       | 1:1                          | 0                            | el. ME 1996                  |
| 1995                         |                              |                              |                              |                              |                              |                              |
| 8.                           | 12.04.1995                   | Kocani, Macedonia            | Bułgaria                     | 0:0                          | 0                            | towarzyski                   |
| 9.                           | 10.05.1995                   | Erywań, Armenia              | Armenia                      | 2:2                          | 0                            | el. ME 1996                  |

## Kariera trenerska
Po zakończeniu kariery piłkarskiej Kanatłarowski został trenerem. W latach 1999–2001 był selekcjonerem reprezentacji Macedonii, z którą nie awansował na Mistrzostwa Świata 2002.
W 2001 roku Kanatłarowski został trenerem Belasicy Strumica. Pracował w niej przez sezon, a w 2002 roku prowadził zespół FK Kumanowo. W latach 2002–2004 był trenerem Pobedy Prilep, a w międzyczasie prowadził ponownie reprezentację Macedonii (2003–2005). W latach 2005–2008 pracował w Vardarze Skopje, w 2008 roku – w Łokomotiwie Płowdiw, a w 2009 – w FK Radnički Kragujevac. W 2011 roku ponownie został zatrudniony w Łokomotiwie.